# Phaeochlaena ochrophanes
Phaeochlaena ochrophanes är en fjärilsart som beskrevs av Louis Beethoven Prout 1918. Phaeochlaena ochrophanes ingår i släktet Phaeochlaena och familjen tandspinnare. Inga underarter finns listade i Catalogue of Life.